# William Craven (5e comte de Craven)
Pour les articles homonymes, voir William Craven.
William George Bradley Craven, 5e comte de Craven (31 juillet 1897 - 15 septembre 1932) est un pair britannique.

## Jeunesse
Craven est né le 31 juillet 1897 à Combe Abbey, Warwickshire, fils de William Craven (4e comte de Craven) (1868-1921) et de son épouse américaine, Cornelia Martin (1877-1961),.
Sa mère est la fille unique de Bradley Martin et de sa femme Cornelia, qui sont célèbres comme hôtes du Bradley-Martin Ball.

## Carrière
Il hérite du comté à l'âge de 23 ans lors de la noyade accidentelle de son père William Craven (4e comte de Craven) le 9 juillet 1921.
Le 5e comte sert pendant la Première Guerre mondiale en tant que lieutenant avec le 3e Bn. Royal Hampshire Regiment et est blessé au combat.

## Vie privée
Le 14 octobre 1916, il épouse Mary Williamina George, fille de William George, greffier de la ville d'Invergordon. Ensemble, ils ont un fils :
- William Robert Bradley Craven (1917-1965).

Lord Craven est décédé le 15 septembre 1932 d'une péritonite à Pau, en France, à l'âge de 35 ans. Il est remplacé par son fils, William Craven (6e comte de Craven) (en), à sa mort le 15 septembre 1932. Sa femme lui survit 42 ans et meurt en 1974.